# Division IIB du Championnat du monde de hockey sur glace 2015
Le tournoi de la Division IIB du Championnat du monde de hockey sur glace 2015 se déroule au Cap en Afrique du Sud du 13 au 19 avril 2015.
| \| Localisation du Cap en Afrique du Sud. \| Localisation du Cap en Afrique du Sud. |
| Localisation du Cap en Afrique du Sud.                                              |

## Aperçu de l'ensemble de la compétition
Le Championnat du monde de hockey sur glace est un ensemble de plusieurs tournois regroupant les nations en fonction de leur niveau. Les meilleures équipes disputent le titre dans la Division Élite.

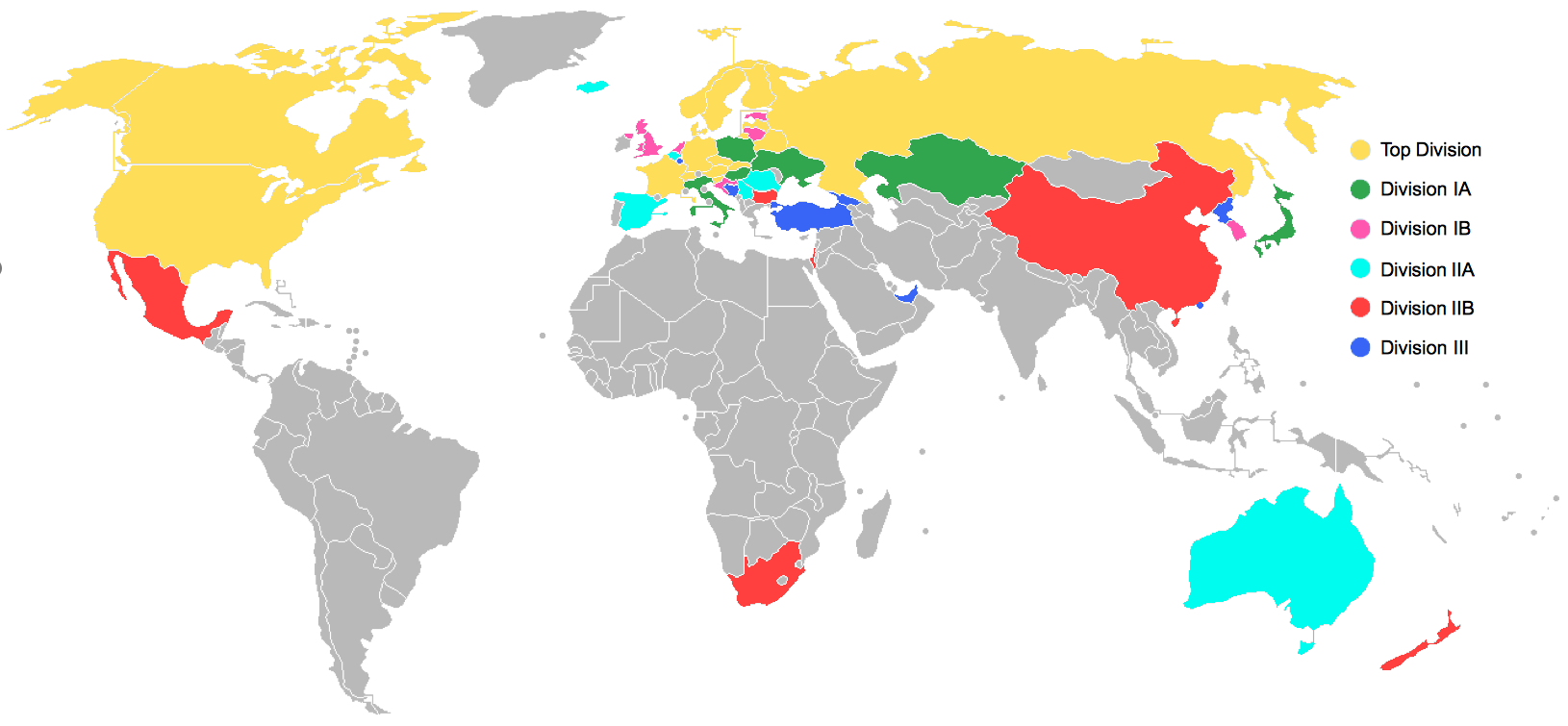
Nations participant au Championnat du monde de hockey sur glace 2015, par division.

| Tournoi        | Lieu              | Dates               | Nombre de participants | Matches joués |
| -------------- | ----------------- | ------------------- | ---------------------- | ------------- |
| Division élite | Prague et Ostrava | 1er au 17 mai 2015  | 16                     | 64            |
| Division IA    | Cracovie          | 19 au 25 avril 2015 | 6                      | 15            |
| Division IB    | Eindhoven         | 13 au 19 avril 2015 | 6                      | 15            |
| Division IIA   | Reykjavik         | 13 au 19 avril 2015 | 6                      | 15            |
| Division IIB   | Le Cap            | 13 au 19 avril 2015 | 6                      | 15            |
| Division III   | Izmir             | 3 au 12 avril 2015  | 7                      | 21            |

## Format de la compétition
Le groupe principal (Division Élite) regroupe 16 équipes réparties en deux poules de 8 qui disputent un tour préliminaire. Les 4 premiers de chaque poule sont qualifiés pour les quarts de finale et les derniers sont relégués en Division IA.
Pour les autres divisions qui comptent 6 équipes (sauf la Division III qui en compte 7), les équipes s’affrontent entre elles et, à l'issue de cette compétition, le premier est promu dans la division supérieure et le dernier est relégué dans la division inférieure.
Lors des phases de poule, les points sont attribués ainsi :
- victoire : 3 points ;
- victoire en prolongation ou aux tirs de fusillade : 2 points ;
- défaite en prolongation ou aux tirs de fusillade : 1 point ;
- défaite : 0 point.

## Matches
| 13 avril 2015 | Nouvelle-Zélande | 6-3 (1-1, 3-1, 2-1) | Israël | Grandwest Ice Arena 110 spectateurs |

| Feuille de match | Feuille de match | Feuille de match                                | Feuille de match | Feuille de match                                                 |
| ---------------- | --- | ----------------------------------------------- | --- | ---------------------------------------------------------------- |
|                  | - N. Henderson (D. Harrop) — 8 min 10 s N. Henderson (J. Challis, D. Harrop) — 26 min 34 s (SN) - P. Heyd (N. Henderson, A. Cox) — 36 min 27 s J. Hay (J. Chai, M. Attwell) — 39 min 8 s J. Chai (M. Attwell) — 47 min 19 s A. Cox (N. Henderson, P. Heyd) — 47 min 32 s - | 0-1 1-1 2-1 2-2 3-2 4-2 5-2 6-2 6-3             | S. Frenkel — 6 min 56 s (SN) - I. Spektor (S. Maaravi, R. Aharonovich) — 26 min 34 s (SN) - A. Pyshkin (D. Mazour, S. Levy) — 52 min 45 s | Arbitrage : Tomas Orolin Vytautas Lukosevicius Marc-Henri Progin |
| Richard Parry    | Gardiens | Boris Amromin (47:31) Alexander Loginov (12:29) | | Arbitrage : Tomas Orolin Vytautas Lukosevicius Marc-Henri Progin |
| 12 min           | Pénalités | 6 min                                           | | Arbitrage : Tomas Orolin Vytautas Lukosevicius Marc-Henri Progin |
| 45               | Tirs | 19                                              | | Arbitrage : Tomas Orolin Vytautas Lukosevicius Marc-Henri Progin |

| 13 avril 2015 | Bulgarie | 3-10 (1-3, 1-3, 1-4) | Chine | Grandwest Ice Arena 80 spectateurs |

| Feuille de match                                | Feuille de match | Feuille de match                                     | Feuille de match | Feuille de match                                                   |
| ----------------------------------------------- | --- | ---------------------------------------------------- | --- | ------------------------------------------------------------------ |
|                                                 | - I. Hodulov (M. Boyadjiev, P. Mihov) — 16 min 19 s (SN) A. Panev (Y. Gatchev, B. Stefanov) — 34 min 43 s - M. Nikolov (I. Hodulov, V. Dikov) — 44 min 41 s (SN) - | 0-1 0-2 0-3 1-3 2-3 2-4 2-5 2-6 2-7 3-7 3-8 3-9 3-10 | Yang M. (Zhang H.) — 2 min 20 s (IN) Liu L. (Chen L., Xia T.) — 2 min 57 s Zhang H. (Yang M., Qu Y.) — 4 min 59 s - Qu Y. (Li Z., Xia T.) — 36 min 22 s Ji P. — 38 min 5 s Xia T. (Qu Y.) — 38 min 53 s Zhu Z. (Guan T., Fu T.) — 42 min 36 s - Xia T. (Zhang H., Bao J.) — 54 min 37 s Li H. — 56 min 6 s Li H. (Cui X., Liu Q.) — 58 min 41 s | Arbitrage : Manuel Nikolic Jonathan Mark Burger Christoffer Hurtik |
| Nikola Nikolov (04:59) Dimitar Dimitrov (55:01) | Gardiens | Liu Zhiwei (40:00) Xia Shengrong (20:00)             | | Arbitrage : Manuel Nikolic Jonathan Mark Burger Christoffer Hurtik |
| 2 min                                           | Pénalités | 14 min                                               | | Arbitrage : Manuel Nikolic Jonathan Mark Burger Christoffer Hurtik |
| 22                                              | Tirs | 36                                                   | | Arbitrage : Manuel Nikolic Jonathan Mark Burger Christoffer Hurtik |

| 13 avril 2015 | Mexique | 4-1 (1-0, 2-1, 1-0) | Afrique du Sud | Grandwest Ice Arena 375 spectateurs |

| Feuille de match | Feuille de match | Feuille de match    | Feuille de match                               | Feuille de match                                    |
| ---------------- | --- | ------------------- | ---------------------------------------------- | --------------------------------------------------- |
|                  | H. Majul (C. Gomez, M. Colas) — 4 min 17 s C. Gomez (L. A. de la Vega) — 23 min 55 s (SN) B. Arroyo (R. Chabat) — 25 min 12 s - A. Cervantes (H. Majul) — 45 min 30 s | 1-0 2-0 3-0 3-1 4-1 | - W. Krotz (L. Carelse) — 27 min 19 s (2 SN) - | Arbitrage : Andrej Simankov Marco Mori Park Jun-soo |
| Alfonso de Alba  | Gardiens | Ashley Bock         |                                                | Arbitrage : Andrej Simankov Marco Mori Park Jun-soo |
| 24 min           | Pénalités | 20 min              |                                                | Arbitrage : Andrej Simankov Marco Mori Park Jun-soo |
| 20               | Tirs | 33                  |                                                | Arbitrage : Andrej Simankov Marco Mori Park Jun-soo |

| 14 avril 2015 | Israël | 3-4 (TB) (0-1, 1-0, 2-2, 0-0, 0-1) | Chine | Grandwest Ice Arena 57 spectateurs |

| Feuille de match  | Feuille de match                                                                                             | Feuille de match            | Feuille de match | Feuille de match                                              |
| ----------------- | --- | --------------------------- | --- | ------------------------------------------------------------- |
|                   | - R. Aharonovich — 31 min 48 s - A. Pyshkin (S. Maaravi) — 44 min 8 s I. Spektor (A. Pyshkin) — 59 min 9 s - | 0-1 1-1 1-2 2-2 3-2 3-3 3-4 | Li H. (Cui X., Liu Q.) — 6 min 13 s (SN) - Cui X. (Li H.) — 41 min 37 s (IN) - Xia T. (Qu Y., Zhang H.) — 57 min 56 s (SN) Zhang C. — 65 min (TB) | Arbitrage : Alexei Roshchyn Jonathan Mark Burger Benas Jaksys |
| Alexander Loginov | Gardiens | Liu Zhiwei                  | | Arbitrage : Alexei Roshchyn Jonathan Mark Burger Benas Jaksys |
| 20 min            | Pénalités | 14 min                      | | Arbitrage : Alexei Roshchyn Jonathan Mark Burger Benas Jaksys |
| 23                | Tirs | 46                          | | Arbitrage : Alexei Roshchyn Jonathan Mark Burger Benas Jaksys |

| 14 avril 2015 | Mexique | 3-5 (1-2, 1-2, 1-1) | Nouvelle-Zélande | Grandwest Ice Arena 77 spectateurs |

| Feuille de match   | Feuille de match | Feuille de match                | Feuille de match | Feuille de match                                              |
| ------------------ | --- | ------------------------------- | --- | ------------------------------------------------------------- |
|                    | L. A. de la Vega (C. Gomez, S. Sierra) — 3 min 43 s - H. Majul (R. Chabat, F. Ugarte) — 21 min 34 s - R. Chabat (H. Majul) — 40 min 42 s (SN) - | 1-0 1-1 1-2 2-2 2-3 2-4 3-4 3-5 | - N. Henderson (J. Hay, B. Haines) — 6 min 46 s P. Heyd — 13 min 19 s - M. Frear (J. Lawrence) — 24 min 55 s J. Challis — 39 min 14 s - P. Heyd (A. Cox, N. Henderson) — 55 min 46 s | Arbitrage : Kristijan Nikolic Christoffer Hurtik Park Jun-soo |
| Andres de la Garma | Gardiens | Richard Parry                   | | Arbitrage : Kristijan Nikolic Christoffer Hurtik Park Jun-soo |
| 18 min             | Pénalités | 14 min                          | | Arbitrage : Kristijan Nikolic Christoffer Hurtik Park Jun-soo |
| 42                 | Tirs | 27                              | | Arbitrage : Kristijan Nikolic Christoffer Hurtik Park Jun-soo |

| 14 avril 2015 | Afrique du Sud | 1-2 (0-0, 1-1, 0-1) | Bulgarie | Grandwest Ice Arena 275 spectateurs |

| Feuille de match | Feuille de match          | Feuille de match | Feuille de match                                                                                    | Feuille de match                                                 |
| ---------------- | ------------------------- | ---------------- | --------------------------------------------------------------------------------------------------- | ---------------------------------------------------------------- |
|                  | - C. Nebe — 36 min 57 s - | 0-1 1-1 1-2      | M. Nikolov (I. Hodulov) — 27 min 33 s - M. Nikolov (M. Boyadjiev, B. Stefanov) — 58 min 49 s (2 SN) | Arbitrage : Tomas Orolin Vytautas Lukosevicius Marc-Henri Progin |
| Ashley Bock      | Gardiens                  | Dimitar Dimitrov | | Arbitrage : Tomas Orolin Vytautas Lukosevicius Marc-Henri Progin |
| 18 min           | Pénalités                 | 20 min           | | Arbitrage : Tomas Orolin Vytautas Lukosevicius Marc-Henri Progin |
| 53               | Tirs                      | 26               | | Arbitrage : Tomas Orolin Vytautas Lukosevicius Marc-Henri Progin |

| 16 avril 2015 | Mexique | 9-1 (3-0, 0-0, 6-1) | Bulgarie | Grandwest Ice Arena 75 spectateurs |

| Feuille de match   | Feuille de match | Feuille de match                        | Feuille de match                                        | Feuille de match                                         |
| ------------------ | --- | --------------------------------------- | ------------------------------------------------------- | -------------------------------------------------------- |
|                    | C. Gomez (B. Arroyo, R. Chabat) — 12 min 25 s D. Linares (C. Smithers, A. Cervantes) — 12 min 57 s S. Sierra (A. Cervantes) — 19 min 51 s R. Chabat — 41 min 9 s - R. Chabat (C. Tommasi, C. Gomez) — 55 min 3 s H. Majul (C. Gomez, A. Cervantes) — 57 min 19 s C. Gomez (R. Chabat, D. Linares) — 58 min 10 s C. Smithers (H. Carrero) — 58 min 22 s H. Majul (A. Cervantes) — 59 min 26 s | 1-0 2-0 3-0 4-0 4-1 5-1 6-1 7-1 8-1 9-1 | - B. Stefanov (M. Nikolov, N. Bozhanov) — 42 min 15 s - | Arbitrage : Alexei Roshchyn Jonathan Burger Park Jun Soo |
| Andres de la Garma | Gardiens | Dimitar Dimitrov                        |                                                         | Arbitrage : Alexei Roshchyn Jonathan Burger Park Jun Soo |
| 18 min             | Pénalités | 12 min                                  |                                                         | Arbitrage : Alexei Roshchyn Jonathan Burger Park Jun Soo |
| 54                 | Tirs | 15                                      |                                                         | Arbitrage : Alexei Roshchyn Jonathan Burger Park Jun Soo |

| 16 avril 2015 | Nouvelle-Zélande | 4-7 (1-2, 3-1, 0-4) | Chine | Grandwest Ice Arena 112 spectateurs |

| Feuille de match                                | Feuille de match | Feuille de match                            | Feuille de match | Feuille de match                                         |
| ----------------------------------------------- | --- | ------------------------------------------- | --- | -------------------------------------------------------- |
|                                                 | C. Harrison (J. Hay, D. Harrop) — 8 min 4 s - B. Haines (P. Heyd, R. Parry) — 34 min 27 s (SN) I. Wannamaker (A. Cox) — 36 min 15 s (SN) A. Cox (P. Heyd) — 37 min 4 s - | 1-0 1-1 1-2 1-3 2-3 3-3 4-3 4-4 4-5 4-6 4-7 | - Zhu Z. (Guan T.) — 10 min 23 s (SN) Chen L. (Liu Q., Liu L.) — 18 min 39 s Ji P. (Li X.) — 22 min 4 s (SN) - Liu L. (Cui X.) — 49 min 38 s (SN) Cui X. — 51 min 11 s Yang M. (Qu Y.) — 53 min 24 s (SN) Li H. (Cui X.) — 54 min 14 s | Arbitrage : Andrej Simankov Marco Mori Marc-Henri Progin |
| Jaden Pine-Murphy (40:00) Richard Parry (20:00) | Gardiens | Liu Zhiwei                                  | | Arbitrage : Andrej Simankov Marco Mori Marc-Henri Progin |
| 34 min                                          | Pénalités | 24 min                                      | | Arbitrage : Andrej Simankov Marco Mori Marc-Henri Progin |
| 46                                              | Tirs | 45                                          | | Arbitrage : Andrej Simankov Marco Mori Marc-Henri Progin |

| 16 avril 2015 | Israël | 6-3 (1-1, 4-0, 1-2) | Afrique du Sud | Grandwest Ice Arena 922 spectateurs |

| Feuille de match  | Feuille de match | Feuille de match                             | Feuille de match | Feuille de match                                              |
| ----------------- | --- | -------------------------------------------- | --- | ------------------------------------------------------------- |
|                   | - D. Spivak (S. Frenkel) — 9 min 40 s (SN) D. Spivak (T. Avneri, D. Mazour) — 23 min 48 s S. Frenkel (I. Levy, S. Levy) — 24 min 18 s D. Mazour (D. Spivak, A. Pyshkin) — 31 min 1 s (SN) R. Aharonovich (I. Spektor) — 31 min 57 s D. Mazour (S. Frenkel, A. Pyshkin) — 46 min 4 s (SN) - | 0-1 1-1 2-1 3-1 4-1 5-1 6-1 6-2 6-3          | W. Krotz (D. Magmoed, C. Birrell) — 4 min 49 s (SN) - M. Giot (W. Krotz, A. Marais) — 53 min 31 s A. Marais — 59 min 23 s | Arbitrage : Kristijan Nikolic Christoffer Hurtik Benas Jaksys |
| Alexander Loginov | Gardiens | Ashley Bock (32:14) Marcello Strydom (27:46) | | Arbitrage : Kristijan Nikolic Christoffer Hurtik Benas Jaksys |
| 16 min            | Pénalités | 8 min                                        | | Arbitrage : Kristijan Nikolic Christoffer Hurtik Benas Jaksys |
| 26                | Tirs | 39                                           | | Arbitrage : Kristijan Nikolic Christoffer Hurtik Benas Jaksys |

| 17 avril 2015 | Chine | 5-2 (2-0, 2-2, 1-0) | Mexique | Grandwest Ice Arena 48 spectateurs |

| Feuille de match | Feuille de match                                                                                                | Feuille de match            | Feuille de match                                                                             | Feuille de match                                                     |
| ---------------- | --- | --------------------------- | -------------------------------------------------------------------------------------------- | -------------------------------------------------------------------- |
|                  | Cui X. (Na Y.) — 3 min 30 s Cui X. — 9 min 10 s - Zhu Z. — 31 min 8 s Chen L. — 32 min 54 s Li X. — 41 min 33 s | 1-0 2-0 2-1 2-2 3-2 4-2 5-2 | - H. Carrero (A. Cervantes) — 23 min 4 s A. Rosette (A. Cervantes, H. Majul) — 24 min 56 s - | Arbitrage : Thomas Orolin Jonathan Mark Burger Vytautas Lukosevicius |
| Liu Zhiwei       | Gardiens | Alfonso de Alba             |                                                                                              | Arbitrage : Thomas Orolin Jonathan Mark Burger Vytautas Lukosevicius |
| 22 min           | Pénalités | 2 min                       |                                                                                              | Arbitrage : Thomas Orolin Jonathan Mark Burger Vytautas Lukosevicius |
| 20               | Tirs | 52                          |                                                                                              | Arbitrage : Thomas Orolin Jonathan Mark Burger Vytautas Lukosevicius |

| 17 avril 2015 | Bulgarie | 10-5 (6-1, 2-2, 2-2) | Israël | Grandwest Ice Arena 43 spectateurs |

| Feuille de match | Feuille de match | Feuille de match                                             | Feuille de match | Feuille de match                                          |
| ---------------- | --- | ------------------------------------------------------------ | --- | --------------------------------------------------------- |
|                  | M. Boyadjiev (I. Hodulov) — 4 min 10 s Y. Gatchev (M. Nikolov) — 4 min 36 s I. Hodulov (M. Boyadjiev) — 4 min 59 s G. Blagoev (M. Boyadjiev, I. Hodulov) — 6 min 36 s M. Boyadjiev (G. Blagoev) — 11 min 37 s I. Hodulov (M. Nikolov, M. Boyadjiev) — 15 min 13 s (SN) - I. Hodulov (M. Nikolov) — 24 min 14 s (IN) - I. Hodulov (G. Blagoev) — 30 min 51 s - M. Nikolov (Y. Gatchev) — 44 min 44 s - I. Hodulov (M. Boyadjiev) — 58 min 39 s (SN) | 1-0 2-0 3-0 4-0 5-0 6-0 6-1 7-1 7-2 8-2 8-3 9-3 9-4 9-5 10-5 | - R. Aharonovich (R. Oz, D. Spivak) — 15 min 28 s - T. Avneri (I. Levy, S. Levy) — 27 min 9 s - I. Spektor (R. Aharonovich) — 32 min 53 s (IN) - S. Frenkel (D. Spivak, R. Aharonovich) — 47 min 4 s (SN) D. Spivak (I. Spektor, S. Levy) — 52 min 28 s - | Arbitrage : Andrej Simankov Christoffer Hurtik Marco Mori |
| Dimitar Dimitrov | Gardiens | Alexander Loginov (54:36) Boris Amromin (05:24)              | | Arbitrage : Andrej Simankov Christoffer Hurtik Marco Mori |
| 16 min           | Pénalités | 36 min                                                       | | Arbitrage : Andrej Simankov Christoffer Hurtik Marco Mori |
| 37               | Tirs | 68                                                           | | Arbitrage : Andrej Simankov Christoffer Hurtik Marco Mori |

| 17 avril 2015 | Afrique du Sud | 3-1 (0-0, 2-0, 1-1) | Nouvelle-Zélande | Grandwest Ice Arena 985 spectateurs |

| Feuille de match | Feuille de match | Feuille de match | Feuille de match                                     | Feuille de match                                           |
| ---------------- | --- | ---------------- | ---------------------------------------------------- | ---------------------------------------------------------- |
|                  | U. Samaai (C. Birrell, D. Magmoed) — 34 min 7 s U. Samaai (W. Krotz, A. Marais) — 39 min 26 s (SN) - U. Samaai (C. Bremner, C. Nebe) — 58 min 53 s (CV) | 1-0 2-0 2-1 3-1  | - C. Harrison (P. Heyd, A. Cox) — 47 min 30 s (SN) - | Arbitrage : Alexei Roshchyn Benas Jaksys Marc-Henri Progin |
| Ashley Bock      | Gardiens | Richard Parry    |                                                      | Arbitrage : Alexei Roshchyn Benas Jaksys Marc-Henri Progin |
| 10 min           | Pénalités | 14 min           |                                                      | Arbitrage : Alexei Roshchyn Benas Jaksys Marc-Henri Progin |
| 35               | Tirs | 52               |                                                      | Arbitrage : Alexei Roshchyn Benas Jaksys Marc-Henri Progin |

| 19 avril 2015 | Nouvelle-Zélande | 5-1 (0-0, 2-1, 3-0) | Bulgarie | Grandwest Ice Arena 69 spectateurs |

| Feuille de match  | Feuille de match | Feuille de match        | Feuille de match                           | Feuille de match                                                    |
| ----------------- | --- | ----------------------- | ------------------------------------------ | ------------------------------------------------------------------- |
|                   | J. Challis (N. Henderson, J. Lawrence) — 21 min 3 s (SN) M. Frear (A. Cox) — 31 min 54 s - N. Henderson (M. Attwell) — 49 min 34 s A. Cox (P. Heyd, N. Henderson) — 49 min 53 s M. Frear (N. Henderson) — 58 min 18 s | 1-0 2-0 2-1 3-1 4-1 5-1 | - I. Hodulov (M. Boyadjiev) — 36 min 1 s - | Arbitrage : Tomas Orolin Jonathan Mark Burger Vytautas Lukosevicius |
| Jaden Pine-Murphy | Gardiens | Dimitar Dimitrov        |                                            | Arbitrage : Tomas Orolin Jonathan Mark Burger Vytautas Lukosevicius |
| 12 min            | Pénalités | 10 min                  |                                            | Arbitrage : Tomas Orolin Jonathan Mark Burger Vytautas Lukosevicius |
| 46                | Tirs | 31                      |                                            | Arbitrage : Tomas Orolin Jonathan Mark Burger Vytautas Lukosevicius |

| 19 avril 2015 | Israël | 3-6 (1-1, 0-2, 2-3) | Mexique | Grandwest Ice Arena 67 spectateurs |

| Feuille de match  | Feuille de match | Feuille de match                    | Feuille de match | Feuille de match                                             |
| ----------------- | --- | ----------------------------------- | --- | ------------------------------------------------------------ |
|                   | I. Levy (T. Avneri) — 2 min 10 s - D. Mazour (S. Levy) — 52 min 7 s - D. Mazour (D. Spivak, S. Frenkel) — 58 min 3 s (SN) - | 1-0 1-1 1-2 1-3 2-3 2-4 2-5 3-5 3-6 | - M. Colas (A. Cervantes, A. Rosette) — 14 min 51 s L. A. de la Vega (C. Gomez, S. Sierra) — 32 min 56 s (SN) M. Colas (M. Escandon) — 34 min 25 s - H. Majul (M. Escandon) — 53 min 2 s R. Chabat (B. Arroyo, F. Ugarte) — 54 min 34 s (SN) - C. Gomez (H. Majul, A. Cervantes) — 59 min 44 s (CV) | Arbitrage : Kristijan Nikolic Park Jun-soo Marc-Henri Progin |
| Alexander Loginov | Gardiens | Alfonso de Alba                     | | Arbitrage : Kristijan Nikolic Park Jun-soo Marc-Henri Progin |
| 12 min            | Pénalités | 6 min                               | | Arbitrage : Kristijan Nikolic Park Jun-soo Marc-Henri Progin |
| 31                | Tirs | 45                                  | | Arbitrage : Kristijan Nikolic Park Jun-soo Marc-Henri Progin |

| 19 avril 2015 | Chine | 7-3 (3-1, 3-2, 1-0) | Afrique du Sud | Grandwest Ice Arena 968 spectateurs |

| Feuille de match | Feuille de match | Feuille de match                        | Feuille de match | Feuille de match                                    |
| ---------------- | --- | --------------------------------------- | --- | --------------------------------------------------- |
|                  | Liu L. (Fu T.) — 2 min 25 s (SN) Xia T. (Qu Y., Zhang H.) — 15 min 20 s (SN) - Xia T. (Qu Y., Liu L.) — 17 min 58 s (SN) Chen L. (Cui X., Li H.) — 21 min 49 s Li X. (Ji P., Zhu Z.) — 22 min 35 s Liu L. (Chen L., Cui X.) — 23 min 50 s - Bao J. (Zhang C., Fu T.) — 45 min 14 s | 1-0 2-0 2-1 3-1 4-1 5-1 6-1 6-2 6-3 7-3 | - U. Samaai — 16 min 6 s - C. Reeves (C. Birrell, U. Samaai) — 26 min 2 s (SN) C. Birrell (A. Marais, U. Samaai) — 32 min 1 s - | Arbitrage : Alexei Roshchyn Benas Jaksys Marco Mori |
| Liu Zhiwei       | Gardiens | Ashley Bock                             | | Arbitrage : Alexei Roshchyn Benas Jaksys Marco Mori |
| 14 min           | Pénalités | 26 min                                  | | Arbitrage : Alexei Roshchyn Benas Jaksys Marco Mori |
| 35               | Tirs | 26                                      | | Arbitrage : Alexei Roshchyn Benas Jaksys Marco Mori |

## Classement final
| Clt   | Équipe           | PJ | V | VP | D | DP | BP | BC | Diff | Pts |
| ----- | ---------------- | -- | - | -- | - | -- | -- | -- | ---- | --- |
| +001, | Chine            | 5  | 4 | 1  | 0 | 0  | 33 | 15 | +18  | 14  |
| +002, | Nouvelle-Zélande | 5  | 3 | 0  | 2 | 0  | 21 | 17 | +4   | 9   |
| +003, | Mexique          | 5  | 3 | 0  | 2 | 0  | 24 | 15 | +9   | 9   |
| +004, | Bulgarie (P)     | 5  | 2 | 0  | 3 | 0  | 17 | 30 | -13  | 6   |
| +005, | Israël (R)       | 5  | 1 | 0  | 3 | 1  | 20 | 29 | -9   | 4   |
| +006, | Afrique du Sud   | 5  | 1 | 0  | 4 | 0  | 11 | 20 | -9   | 3   |

- Promu en Division IIA en 2016
- Relégué en Division III en 2016

## Récompenses individuelles
Meilleurs joueurs
- Meilleur gardien : Dimitar Dimitrov (Bulgarie)
- Meilleur défenseur : Daniel Spivak (Israël)
- Meilleur attaquant : Hector Majul (Mexique)

| Clt | Joueur             | Équipe           | PJ | B | A | Pts | Pun | +/- |
| --- | ------------------ | ---------------- | -- | - | - | --- | --- | --- |
| 1   | Ivan Hodulov       | Bulgarie         | 5  | 6 | 5 | 11  | 4   | +1  |
| 2   | Cui Xijun          | Chine            | 5  | 4 | 6 | 10  | 8   | +7  |
| 2   | Nicholas Henderson | Nouvelle-Zélande | 5  | 4 | 6 | 10  | 0   | +9  |
| 4   | Hector Mahjul      | Mexique          | 5  | 5 | 4 | 9   | 14  | +4  |
| 5   | C. Gomez           | Mexique          | 5  | 4 | 5 | 9   | 6   | +4  |
| 6   | Martin Boyadjiev   | Bulgarie         | 5  | 2 | 7 | 9   | 10  | -3  |
| 7   | Adrian Cervantes   | Mexique          | 5  | 1 | 8 | 9   | 4   | +4  |
| 8   | Roberto Chabat     | Mexique          | 5  | 4 | 4 | 8   | 0   | 0   |
| 8   | Martin Nikolov     | Bulgarie         | 5  | 4 | 4 | 8   | 6   | -2  |
| 10  | Andrew Cox         | Nouvelle-Zélande | 5  | 3 | 5 | 8   | 14  | +5  |

| Clt | Joueur             | Équipe           | PJ | Min      | BC | Moy  | %Arr  | Bl |
| --- | ------------------ | ---------------- | -- | -------- | -- | ---- | ----- | -- |
| 1   | Liu Zhiwei         | Chine            | 5  | 285 h    | 14 | 2,95 | 91,25 | 0  |
| 2   | Richard Parry      | Nouvelle-Zélande | 4  | 219 h 57 | 13 | 3,55 | 90,00 | 0  |
| 3   | Dimitar Dimitrov   | Bulgarie         | 5  | 295 h 1  | 27 | 5,49 | 89,37 | 0  |
| 4   | Alfonso de Alba    | Mexique          | 3  | 180 h    | 9  | 3,00 | 89,29 | 0  |
| 5   | Alexander Loginov  | Israël           | 5  | 250 h 24 | 22 | 5,27 | 87,06 | 0  |
| 6   | Ashley Bock        | Afrique du Sud   | 5  | 272 h 14 | 19 | 4,19 | 86,99 | 0  |
| 7   | Andres de la Garma | Mexique          | 2  | 120 h    | 6  | 3,00 | 85,71 | 0  |